# Nabi-Musa-Unruhen
Die Nabi-Musa-Unruhen (arabisch انتفاضة موسم النبي موسى) fanden vom 4. bis zum 7. April 1920 in der Altstadt von Jerusalem statt. Dabei kam es anlässlich der muslimischen Feierlichkeiten zu Ehren des Propheten Moses zu einem Pogrom gegen die jüdische Bevölkerung. Die Unruhen ereigneten sich unmittelbar vor der Konferenz von Sanremo, an der das Schicksal der Region für die folgenden Jahrzehnte besiegelt wurde. Nach dem Historiker Tom Segev waren die Unruhen „gewissermaßen der Startschuss für den Kampf um das Land Israel“.

## Hintergrund

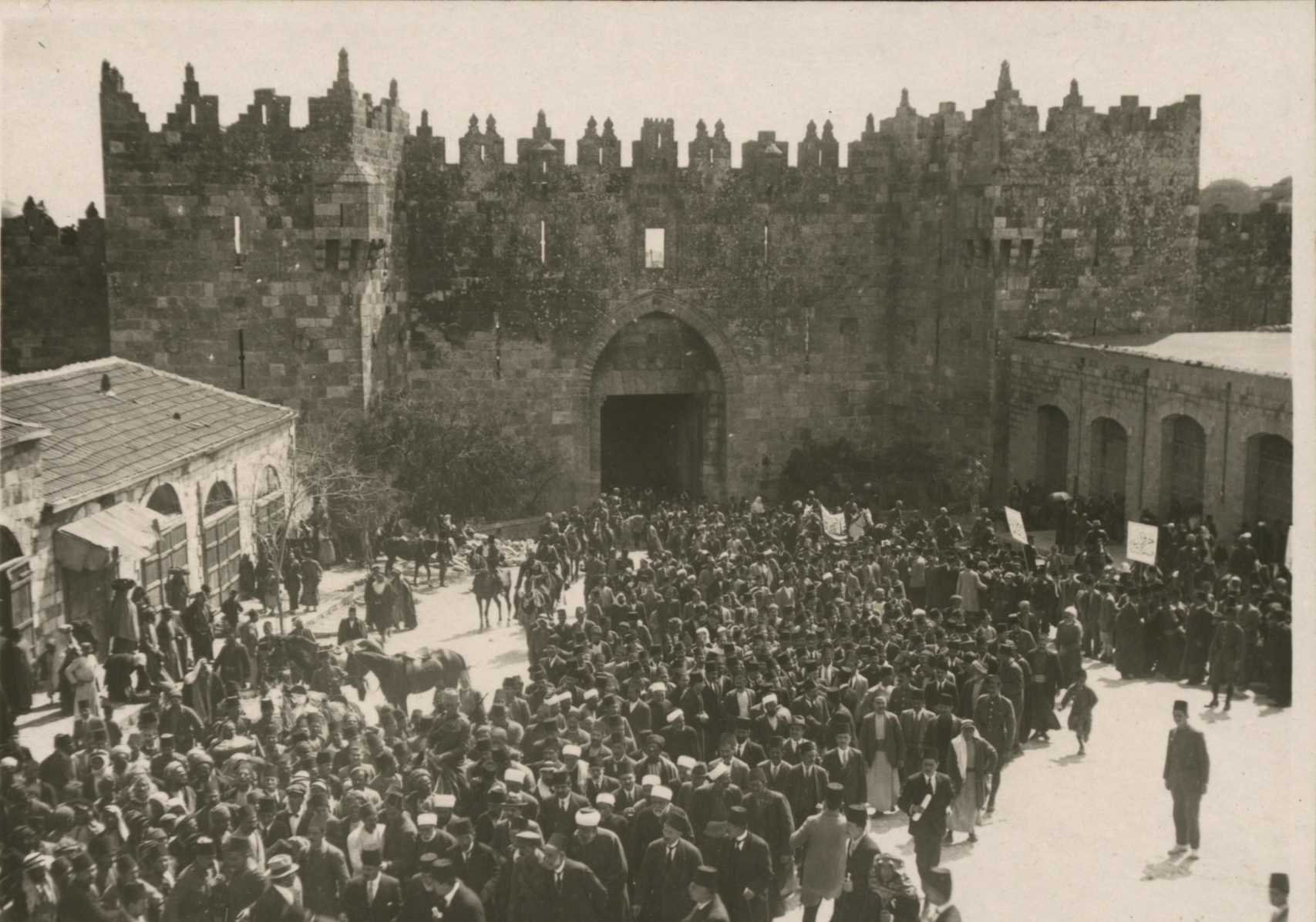
Antizionistische Demonstration am Damaskustor, 8. März 1920

Der Zusammenbruch des Osmanischen Reiches hatte ein Machtvakuum hinterlassen, das die Siegermächte des Ersten Weltkrieges, Großbritannien und Frankreich, mit einer „Mission zur Zivilisierung“ in der Region zu kompensieren dachten. Beide Mächte hatten eine Militärverwaltung unter gemeinsamer Aufsicht errichtet, die sogenannte Occupied Enemy Territory Administration (OETA), die später in das französisch dominierte Völkerbundmandat für Syrien und Libanon und das Britische Mandat über Palästina aufgeteilt werden sollte. Inhalte und Vorschläge der Balfour-Deklaration von 1917 sowie das an der Pariser Friedenskonferenz 1919 unterzeichnete Faisal-Weizmann-Abkommen wurden sowohl von zionistischen als auch von arabischen Führern intensiv diskutiert. Das Prinzip der Selbstbestimmung der Völker sollte auf Palästina nicht angewandt werden. Diese Entwicklungen infolge des Ersten Weltkriegs führten zu einer Radikalisierung in der arabischen Welt.
Im Laufe des Jahres 1919 hatten sich die Beziehungen zwischen den Arabern und Juden in Jerusalem beträchtlich verschlechtert. Zwischen Bürgermeister Musa Kazim al-Husaini und dem eben eingewanderten engagierten Zionisten Menachem Ussishkin war es zur Konfrontation gekommen. Zum Abschluss einer erfolglos verlaufenen Unterredung erinnerte Ussishkin den Bürgermeister daran, dass die Juden vierzig Jahre durch die Wüste gewandert seien, bevor sie das Gelobte Land erreicht hätten. Lächelnd erwiderte der Bürgermeister, dies sei deshalb so geschehen, weil sie nicht auf Moses gehört hätten, und er schlage vor, dass sie jetzt auf Moses (also auf ihn selbst) hörten, um nicht wieder vierzig Jahre warten zu müssen, bis das Ziel erreicht werde. In seinem Bericht fasste Ussishkin das Treffen so zusammen: Husaini sei ein Feind des jüdischen Volkes.
Der Tod von Joseph Trumpeldor in der Schlacht von Tel Chai am 1. März 1920 brachte die jüdischen Führer in große Sorge. Sie wandten sich mehrmals an die Militärverwaltung und baten um die Gewährung von Sicherheitsmaßnahmen für den Jischuw. Ihre Befürchtungen blieben jedoch von der britischen Führung, darunter Militärgouverneur Ronald Storrs und General Allenby, weitgehend unbeachtet, obwohl Chaim Weizmann, der Leiter der zionistischen Kommission für Palästina, Storrs vor einem bevorstehenden Pogrom gewarnt hatte. Nachdem der syrische Kongress am 7. März 1920 zur Unabhängigkeit von Großsyrien im Königreich Syrien aufgerufen hatte, kam es am 7. und 8. März 1920 in sämtlichen Städten Palästinas zu Massendemonstrationen, worauf Geschäfte geschlossen und zahlreiche Juden angegriffen wurden. Die Angreifer skandierten „Tod den Juden!“ und „Palästina ist unser Land, die Juden sind unsere Hunde!“, was sich auf Arabisch reimt.
Ein Gesuch jüdischer Führer an die Militärverwaltung, angesichts mangelnder britischer Truppen die Bewaffnung jüdischer Siedler zuzulassen, blieb unberücksichtigt. Trotzdem organisierte Zeev Jabotinsky zusammen mit Pinchas Ruthenberg die Ausbildung jüdischer Freiwilliger, darunter Mitglieder des Makkabi-Sportclubs sowie Veteranen der Jüdischen Legion, die einen Monat lang in Gymnastik und Nahkampf trainiert wurden. Die Freiwilligen bildete die jüdische Selbstverteidigung namens Maginnej ha-ʿĪr Jerūschalajim (hebräisch מָגִנֵּי הָעִיר יְרוּשָׁלַיִם ‚Verteidiger der Stadt Jerusalem‘) unter Jabotinskys Befehl. Ihre Ausbildung fand nach dem Willen von Jabotinsky in aller Öffentlichkeit auf Schulhöfen statt, und mindestens einmal zog er mit seinen Leuten in einer Parade durch die Stadt.

## Ablauf

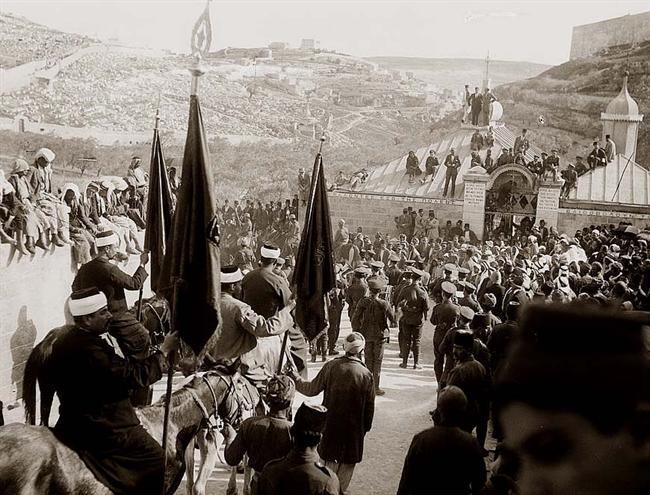
Nabi-Musa-Fest in Jerusalem, 4. April 1920

Das muslimische Nabi-Musa-Fest findet in Form einer Prozession von Jerusalem zu der Islamischen Kultstätte Nabi Musa in der Nähe von Jericho statt. Es fällt zeitlich mit dem christlichen Osterfest zusammen und wird traditionsgemäß auf Saladin zurückgeführt, der versucht haben soll, den christlichen Prozessionen in der Via Dolorosa ein islamisches Gegenstück entgegenzustellen.

### 4. April
Die Festlichkeiten hatten am 2. April in ruhiger Stimmung begonnen. Am Tag des Gewaltausbruchs waren sämtliche britischen Truppen und jüdischen Polizisten aus der Altstadt abgezogen worden, und es blieben nur arabische Polizisten übrig. Am Sonntag, den 4. April versammelten sich etwa 70.000 Personen auf dem Gelände unterhalb der Altstadtmauern, mit Bannern, Flaggen und Waffen. Wegen des Lärms der versammelten Masse konnten die Amtsträger auf dem Balkon des Arabischen Clubs Jerusalem ihre Reden nicht vortragen. Vom Rathaus aus wurde die Menge jedoch von Bürgermeister Husaini, dem Journalisten Aref al-Aref und dem späteren Großmufti Amin al-Husaini zur Gewalt gegen Zionisten und Juden aufgerufen. Es wurden Porträts von König Faisal I. hochgehalten, worauf die Menge in den Ruf nach Unabhängigkeit ausbrach.
Um 10.30 begannen beim Jaffa-Tor Ausschreitungen arabischer Menschenmengen gegen jüdische Geschäfte und Wohnviertel. Die Angreifer waren mit Messern und Knüppeln sowie wenigen Schusswaffen bewaffnet. Es kam zu Mord, Vandalismus, Plünderungen und einer unbekannten Zahl von Vergewaltigungen. Jüdische Selbstverteidigungsgruppen versuchten während der Pogrome die eigenen Leute zu schützen. In der folgenden Nacht wurden Dutzende von Demonstranten verhaftet, am Tag darauf jedoch wieder freigelassen.

### 5. April
Die Ausschreitungen gingen am nächsten Tag weiter, wobei die jüdischen Selbstverteidigungsgruppen bei ihrem Versuch, in die Altstadt vorzustoßen, zurückgedrängt wurden. Es kam zu weiteren Angriffen gegen Juden und Plünderungen von Wohnungen. Am Ende des Nachmittags verkündete Storrs den Ausnahmezustand, widerrief ihn jedoch im Laufe der Nacht.

### 6. April
Am Tag darauf wurden die Ausschreitungen in vermindertem Maße fortgeführt. Zwei Männer der Gruppe um Jabotinsky, die unter weißen Kitteln Waffen versteckt hatten, schlugen sich zur Altstadt durch, ließen etwa 300 Juden evakuieren und instruierten die jüdischen Anwohner, Steine und heißes Wasser auf ihren Dächern bereitzuhalten, um damit die Angreifer abzuwehren. Außerhalb der Altstadt kam es zu einem Schusswechsel zwischen Männern um Jabotinsky und Zigeunern, die zwischen dem jüdischen Viertel Mea Schearim und dem arabischen Viertel Scheich Dscharrah ihr Lager aufgeschlagen hatten.
Britische Soldaten suchten bei jüdischen Beteiligten nach Waffen. Sie fanden nichts bei Chaim Weizmann, hingegen drei Gewehre, zwei Revolver und 250 Patronen bei Jabotinsky, der erst nach mehrmaligem Drängen seinerseits verhaftet, kurz darauf entlassen und wenige Stunden später wiederum verhaftet wurde. Jabotinsky und 19 ebenfalls verhaftete seiner Mitstreiter wurden schließlich ins Gefängnis Akkon überführt.
Am 7. April wurde die Ordnung wiederhergestellt.

### Bilanz
Die Bilanz der Unruhen lautete: fünf Tote, 216 Verletzte und 18 Schwerverletzte auf jüdischer Seite; vier Tote, darunter ein kleines Mädchen durch einen Querschläger, 23 Verletzte und ein Schwerverletzter auf arabischer Seite. Sieben britische Soldaten wurden in den Auseinandersetzungen verletzt.
Der eigentliche Auslöser für die Gewalttätigkeiten konnte niemals genau festgestellt werden. Vor einem nachträglich eingesetzten britischen Untersuchungsausschuss wurden nach Zeugenaussagen sowohl Juden als auch Araber für die Ausschreitungen verantwortlich gemacht. Khalil as-Sakakini (1878–1953), ein palästinensischer Schriftsteller und Augenzeuge der Ereignisse, schreibt in seiner Autobiographie So bin ich, oh Welt, dass die allgemeine Erregung sich fast in Raserei verwandelte. Nachdem er unverletzt aus der Menge entkommen konnte, sei er zutiefst angewidert und deprimiert vom Wahnsinn der Menschen in den Park geflüchtet. Mosche Smilansky schrieb in Haaretz, Auseinandersetzungen wie diese habe es seit hundert Jahren nicht gegeben, und bekräftigte, dass es sich um einen Konflikt zwischen zwei Nationen handele. In derselben Zeitung warnte der Historiker Joseph Klausner: „Wenn die Araber meinen, sie könnten uns zum Krieg anstacheln und den Krieg gewinnen, weil wir in der Minderheit sind, dann machen sie einen großen Fehler.“

## Folgen
Der Militärgouverneur Oberst Ronald Storrs geriet in die Kritik, da zur Wiederherstellung der Ordnung kaum Truppen vorhanden waren. Storrs hatte trotz der Geschichte von Ausschreitungen anlässlich des Fests bereits zur osmanischen Zeit als auch Warnungen von Seiten der Zionistischen Kommission nicht mit Gewalt gerechnet. Er hatte zwar einige Tage vor den Feierlichkeiten die führenden Köpfe der arabischen Gemeinschaft zur Ruhe ermahnt, aber keine weiteren Sicherheitsvorkehrungen getroffen. Er verteidigte sich später mit den schwierigen Umständen: Die Straßen der Altstadt seien steil und eng, für Fahrzeuge und Pferde unpassierbar, und man müsse die psychologische Situation in der Stadt bedenken. In Jerusalem könne schon das unerwartete Scheppern eines leeren Benzinkanisters auf den Steinen eine Panik auslösen. Schließlich sei die ihm zur Verfügung stehende Polizei unerfahren und nicht ordentlich ausgebildet gewesen, unter den insgesamt 188 Männern habe es nur acht Offiziere gegeben.
In England und in der gesamten jüdischen Welt lösten die Ereignisse aufgewühlte Reaktionen aus, worauf die britische Regierung schnell einen Untersuchungsausschuss einberief, der in Jerusalem tagte. Oberst Richard Meinertzhagen, Leiter der britischen Spionageabteilung in Kairo, verblüffte bei dieser Gelegenheit seine Vorgesetzten, indem er die Beschuldigungen durch die zionistischen Vertreter vollumfänglich unterstützte. Die britischen Behörden verurteilten nach dem Pogrom mehr als 200 Personen, zumeist Araber zu Gefängnisstrafen. Der spätere Mufti von Jerusalem Amin al-Husaini sowie der bekannte Journalist Aref al-Aref flohen vor ihrer Verhandlung über den Jordan außer Landes. Der Bürgermeister Musa Husaini wurde abgesetzt und durch Raghib an-Naschaschibi ersetzt. Anfang Mai 1921 kam es zu den Unruhen von Jaffa mit Massakern an der arabischen und der jüdischen Zivilbevölkerung.
An der Konferenz von Sanremo führten der Schock der Nabi-Musa-Unruhen und Chaim Weizmanns Zeugenaussage aus erster Hand zur Schlussfolgerung, dass eine zivile Regierung effektiver und weniger provokativ sein würde als die Militärverwaltung. Weniger als eine Woche nach der Übertragung des Mandats für Palästina an Großbritannien wurde dem Militär durch den Obersten Gerichtshof die Verwaltung des Mandatsgebiets entzogen und eine Zivilverwaltung eingesetzt. Sir Herbert Samuel wurde erster Hochkommissar für das Mandatsgebiet.